# Cattedrale di Santa Scolastica
La cattedrale di Santa Scolastica è la chiesa abbaziale dell'omonimo monastero situata poco fuori dal centro abitato di Subiaco, e sede della cattedra dell'abate dell'abbazia territoriale di Subiaco, appartenente alla Congregazione sublacense dell'Ordine di San Benedetto; ha il titolo di basilica minore ed ha ricevuto la visita di papa Giovanni Paolo II il 28 settembre 1980.

## Storia
L'attuale cattedrale sorge nel medesimo luogo di quattro luoghi di culto precedenti: il più antico era costituito dall'oratorio del monastero di San Silvestro, fondato da san Benedetto agli inizi del VI secolo, che nel IX secolo mutò il nome in monastero dei Santi Benedetto e Scolastica e venne dotato di una nuova e più grande chiesa, affiancata a quella precedente. Sullo stesso sito venne edificata nel X secolo una nuova chiesa in stile romanico, consacrata da papa Benedetto VII il 4 dicembre 980, ricostruita in forme gotiche nel XIV secolo, assumendo una struttura a navata unica terminante con abside a pianta quadrangolare.
Nella seconda metà del XVII secolo, su impulso dell'abate commendatario cardinale Giovanni Francesco Banchieri (il quale alla sua morte, avvenuta nel 1763, lasciò un'ingente somma a tale scopo), la chiesa fu oggetto di un ampio intervento di restauro in chiave neoclassica. La direzione dei lavori, dopo aver scartato i progetti degli architetti Giuseppe Pannini (troppo costoso) e Nicola Giansimoni (molto legato al barocco di scuola borrominiana), venne affidata a Giacomo Quarenghi, e i lavori ebbero inizio nel maggio 1770. Il radicale rifacimento terminò nel 1773; tuttavia la chiesa venne consacrata soltanto il 13 ottobre 1776 dal cardinale Carlo Rezzonico. L'abside venne realizzata nel 1852 su disegno di Giacomo Monaldi.
Il 28 gennaio 1876, papa Pio IX tolse lo status di cattedrale alla chiesa abbaziale e lo concesse a quella di Sant'Andrea, situata nel centro abitato di Subiaco; tale decisione venne revocata nel 1892 dalla Santa Sede e definitivamente dallo Stato italiano nel 1901. La ex cattedrale di Sant'Andrea, che verrà elevata alla dignità di basilica minore nel 1952, diventò concattedrale.
Tra il 1961 e il 1962 la cattedrale venne interessata da un importante intervento, durante il quale fu rimosso il pavimento ed allestito uno scavo archeologico che portò alla luce i resti dell'oratorio del VI secolo; contestualmente, venne rifatta la pavimentazione e furono riaperte le nicchie neoclassiche nelle cappelle laterali, precedentemente chiuse perché rimaste prive delle statue previste.

## Descrizione

### Esterno
La cattedrale dà sul secondo chiostro del monastero di Santa Scolastica, di forma irregolare e denominato chiostro gotico per la presenza, sul lato opposto alla chiesa, di un grande arco in stile gotico flamboyant del XV secolo. La facciata è ancora quella gotica, con terminazione piatta, e presenta la traccia del rosone circolare, chiuso nel corso dei restauri settecenteschi. L'accesso avviene da un portale ogivale strombato preceduto da alcuni gradini, in corrispondenza del quale il portico del chiostro si apre con una grande arcata a tutto sesto; la parete intorno alla porta è decorata con affreschi del XIV secolo, raffiguranti Episodi dalla vita di san Benedetto.
Il portale non è lungo l'asse longitudinale della cattedrale, bensì notevolmente spostato a sinistra a causa della presenza, alla sua destra, della torre campanaria romanica, alla base della quale vi è l'ingresso dei monaci. Il campanile è a pianta quadrata e risale al 1052-1053; originariamente coperto con un'alta cuspide piramidale demolita nel XVII secolo, presenta su ciascun lato cinque ordini di finestre, solo trifore sulle fiancate settentrionale e occidentale e anche bifore sulle restanti.

### Interno

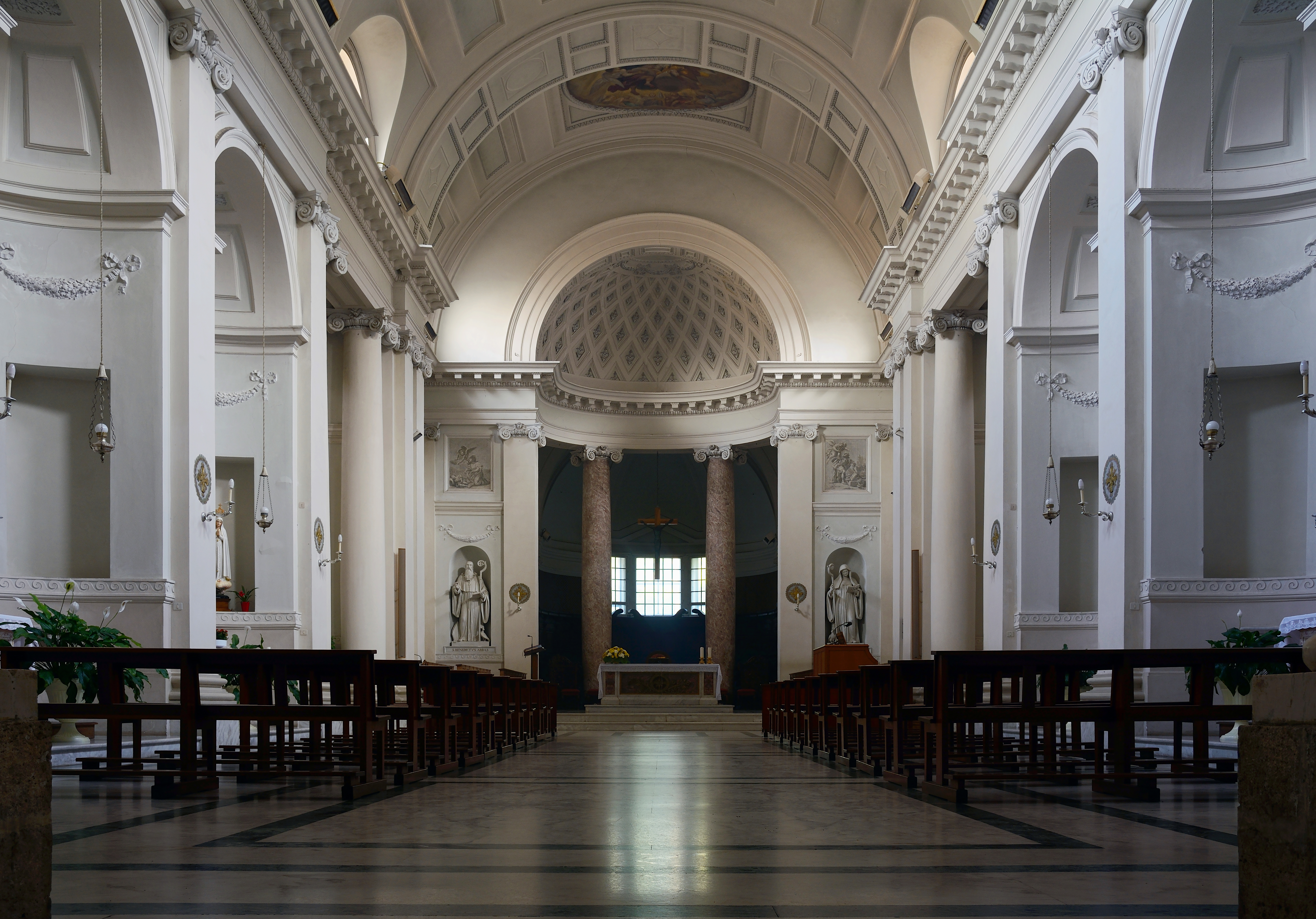
L'interno

L'interno della cattedrale è in stile neoclassico, quasi totalmente frutto dei restauri del 1770-1773 diretti da Giacomo Quarenghi, il quale volle ispirarsi alle architetture di Andrea Palladio e in particolare alla basilica del Santissimo Redentore a Venezia donando all'architettura un carattere nobile e severo.
L'aula si articola in un'unica navata coperta con volta a botte lunettata e illuminata da quattro finestre semicircolari per lato; in corrispondenza di ciascuna di esse, intervallate da lesene ioniche, vi sono quattro cappelle laterali: le prime tre semicircolari, con altare marmoreo sormontato da una pala posta fra due nicchie quadrangolari vuote. Le cappelle di destra, a partire dall'ingresso, sono dedicate ai santi Cosma e Damiano, all'Angelo custode, san Girolamo e alla Vergine Maria (con sopra l'altare dipinto del 1577 di Marcello di Piacenza raffigurante la Madonna che infila l'anello a santa Chelidonia); le cappelle di sinistra, a partire dall'ingresso, sono dedicate ai santi Mauro e Placido, a san Gregorio Magno, a sant'Andrea apostolo e al Santissimo Sacramento (con tela Santi Anatolia e Audace di Antonio Concioli, del 1775). In controfacciata, un grande arco a tutto sesto inquadra la cantoria in marmi policromi, poggiante su colonne tuscaniche provenienti dalla villa sublacense di Nerone. Alla navata si aggiunge una campata più larga, che costituisce il presbiterio, leggermente rialzato rispetto al resto della chiesa; l'arco absidale è affiancato dalle statue in gesso di San Benedetto (a sinistra) e Santa Scolastica (a destra) realizzate nel 1852 da Ercole Dante, collocate entro due nicchie gemelle, Ai lati del presbiterio vi sono due ordini di stalli lignei che costituiscono il coro utilizzato dai monaci durante le celebrazioni liturgiche. L'altare maggiore, posto al di sotto dell'arco absidale, è in marmi policromi, con decorazioni dorate applicate; esso è sormontato da un Crocifisso con croce lignea e Cristo in bronzo, opera di Enzo Assenza (1975).
Nella parete di fondo del presbiterio si apre l'abside semicircolare, costruita nella seconda metà del XIX secolo su progetto di Giacomo Monaldi, il quale, per raccordare il coro secentesco alla chiesa, ideò una soluzione analoga a quella della palladiana basilica del Redentore, ovvero un catino semicircolare poggiante su colonne (nel caso presente ioniche); nell'assetto originario del Quarenghi, si accedeva al coro tramite un'apertura ampia quanto la larghezza di quest'ultimo, di forma rettangolare e inquadrata ai lati da due colonne. Il profondo coro termina a sua volta con un'abside semicircolare, al centro del quale si apre una grande finestra, posta al di sopra degli stalli lignei del coro.

### Organo a canne

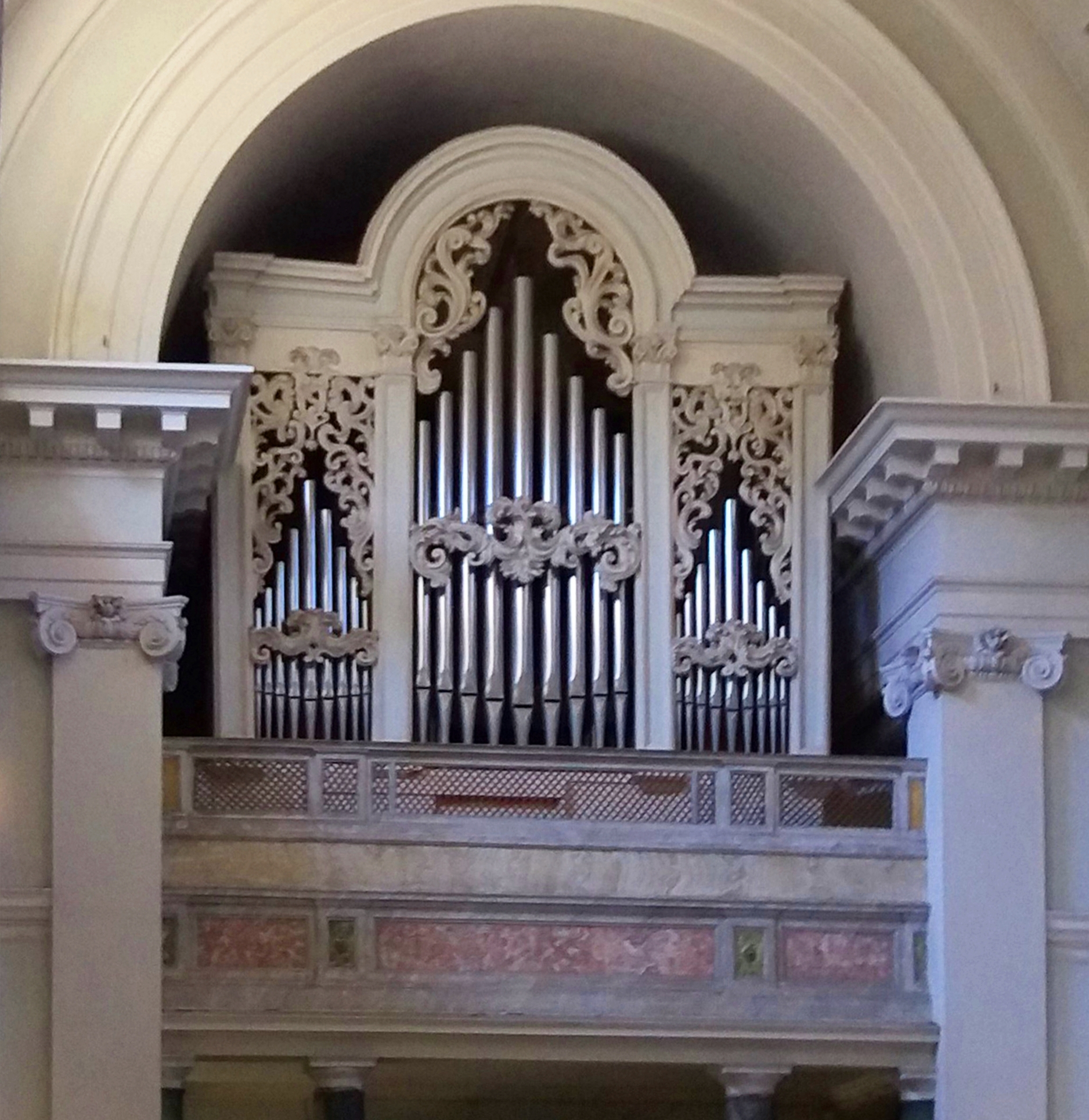
Il corpo in controfacciata dell'organo a canne

Nella cattedrale si trova l'organo a canne Mascioni opus 953, costruito nel 1973. Per l'edificazione di tale strumento ne venne rimosso uno più antico, costruito da Cesare Catarinozzi nel 1687 (o nel 1692), che in occasione dei restauri neoclassici della chiesa venne smontato nel 1770 e rimontato nel 1794 (e per l'occasione ampliato) da Celestino Catarinozzi; subì un intervento di riforma secondo i nuovi canoni del Movimento Ceciliano agli inizi del XX secolo. Per consentire il riutilizzo della cassa per il nuovo organo Mascioni, nei primi anni 1970 l'organo venne rimosso e, nel 1983, ceduto all'abbazia di Novalesa, in Piemonte. Nel 2006 fu restaurato e dotato di una nuova cassa da Glauco Ghilardi.
Lo strumento attuale è a trasmissione elettrica e si articola in tre corpi: sulla cantoria in controfacciata, entro la cassa antica, vi sono il Grand'Organo (secondo manuale), l'Espressivo (terzo manuale) e il Pedale; nel coro, schermati da due grigliati in legno posti al di sopra degli stalli, vi sono i due corpi del Corale aperto (primo manuale, con relativa sezione del Pedale). La consolle è situata a pavimento, lungo il lato destro del presbiterio, e dispone di 3 tastiere di 61 note ciascuna e pedaliera di 32; i registri, le unioni, gli accoppiamenti e gli annullatori sono azionati da placchette a bilico poste su più file ai lati e al di sopra delle tastiere. L'organo dispone in totale di 45 registri.